# ارنولد واس
آرنولد واس (انگلیسی: Arnold Oss؛ زادهٔ april ۱۸, ۱۹۲۸ (۹۶ سال)) ورزشکار هاکی روی یخ اهل ایالات متحده آمریکا است.
وی در مسابقات کشوری و بین‌المللی در مجموع برندهٔ ۱ مدال نقره شده‌است.